# توليب أجنبي
التوليب الأجنبي (الاسم العلمي:  Tulipa agenensis) هو نوع من أنواع النباتات الشرق أوسطية، من النباتات المزهرة في عائلة الزنبقية. موطنها الأصلي هو في تركيا، وإيران، وقبرص، وجزر بحر إيجة، وسوريا، ولبنان وإسرائيل، والأردن، وفلسطين، وتم استقدامها وزراعتها في وسط وغرب البحر الأبيض المتوسط، (إيطاليا، وتونس، وفرنسا، والبرتغال، ومولدوفا إلخ.) بحيث أصبحت تنبت وتنمو هناك بشكل طبيعي.
التوليب الأجنبي هو نبات بصلي معمر. لون زهور هذا النبات هو أحمر غامق مع تواجد علامات سوداء وصفراء اللون باتجاه المركز، مع ساق خضراء.

## روابط خارجية
- الزهور في إسرائيل، Tulipa agenensis، Tulipa oculis-سوليس، Tulipa sharonensis، شارون الخزامى، الخزامى Sun's العين، العبرية: צבעוני ההרים، العربية: زنبق، قرن الغزالزنبق، قرن الغزال في اللغة الإنجليزية مع صور ملونة
- ازدهار الأردن ، صور ملونة توليبا agenensis
- توليبا agenensis - قبرص - (دليل بيانات قبرص الأحمر) يوتيوب
- Pacific Bulb Society ، أنواع Tulipa صورة واحدة لعدة أنواع بما في ذلك Tulipa agenensis